# Léna Gérault
Léna Gérault (Brianzón, 4 de abril de 1995) es una deportista francesa que compite en ciclismo de montaña en la disciplina de campo a través, aunque también ha competido en carretera.
Ganó tres medallas en el Campeonato Mundial de Ciclismo de Montaña entre los años 2017 y 2021, y una medalla de plata en el Campeonato Europeo de Ciclismo de Montaña de 2020.

## Medallero internacional
| Campeonato Mundial | Campeonato Mundial   | Campeonato Mundial | Campeonato Mundial         |
| Año                | Lugar                | Medalla            | Competición                |
| ------------------ | -------------------- | ------------------ | -------------------------- |
| 2017               | Cairns (Australia)   | Medalla de bronce  | Campo a través por relevos |
| 2020               | Leogang (Austria)    | Medalla de oro     | Campo a través por relevos |
| 2021               | Val di Sole (Italia) | Medalla de oro     | Campo a través por relevos |
| Campeonato Europeo |                      |                    |                            |
| Año                | Lugar                | Medalla            | Competición                |
| 2020               | Monteceneri (Suiza)  | Medalla de plata   | Campo a través por relevos |

## Palmarés
2023
- 1 etapa del Trofeo Ponente in Rosa